# Estadio de Béisbol Toluca 80
El Estadio Toluca 80 es un estadio de béisbol que está localizado en la ciudad de Toluca, Estado de México, México. Albergó béisbol de la Liga Mexicana durante los años de 1980 y 1984. Tiene una capacidad para 6,000 aficionados. El estadio fue casa de los Osos Negros de Toluca en 1980 y de las Truchas de Toluca en 1984. Actualmente el estadio se utiliza para eventos musicales y torneos locales de béisbol. 